# 阿尔卑斯造山运动

南欧和中东的地质构造图，显示了西阿尔卑斯带的地质构造。

阿尔卑斯造山运动是一个发生在晚中生代（阿尔卑斯造山运动早期）和新生代的造山期，形成了阿尔卑斯带的山脉。这些山脉包括（自西向东）阿特拉斯山脉、里夫山脉、貝蒂科山脈、坎塔布连山脉、比利牛斯山脉、阿尔卑斯山脉、亚平宁山脉、狄那里克阿尔卑斯山脉、品都斯山脉、喀尔巴阡山脉、巴尔干山脉、托鲁斯山脉、高加索山脉、厄尔布尔士山脉、扎格罗斯山脉、兴都库什山脉、帕米尔高原、喀喇昆仑山和喜马拉雅山。对于某个山脉的形成，有时会有其他名字，如喀尔巴阡造山运动、喜马拉雅造山运动等。
阿尔卑斯造山运动也在更远的地方形成了规模较小的地质特征，如在英格兰南部和法国北部的威尔德-阿图瓦背斜，在英格兰南部的白垩山脊的北部丘陵和南部丘陵中还能看到遗迹。它的效果在怀特岛尤为明显，白垩层和上覆的始新世地层被挤压得近乎垂直，在阿伦海湾、白崖湾和拉尔沃思湾附近的多塞特郡海岸暴露于地表。
阿尔卑斯造山运动发生于南方的非洲、印度及辛梅利亚板块与北方的欧亚大陆相撞。构造板块之间的板块聚合运动（南方的印度板块与非洲板块，北方的欧亚大陆板块，以及很多更小的板块）在早白垩纪便已开始 ，但山脉崛起的主要阶段在古新世至始新世。如今，这一过程仍在阿尔卑斯造山带的某些地方进行。
阿尔卑斯造山运动被认为是从地理上定义了欧洲的三个造山运动之一，另两个造山运动分别为：形成了老红砂岩大陆的加里东造山运动（由波罗地大陆和劳伦大陆在早古生代碰撞产生）及形成盘古大陆的海西造山运动（也称华力西造山运动，由冈瓦纳古陆和老红砂岩大陆在古生代中期至晚期碰撞产生）。